# Estat de Northland
Northland (oficialment Northland State of Somalia) és un estat autònom de Somàlia que ocupa la part sota administració de Puntland al Sanaag (exclosa la part que reclama Maakhir), el [Sool] (tant la part sota administració de Puntland com la sota administració de Somalilàndia) i la regió de Buuhoodle o Cayn. Northland no reclama cap dels territoris sobre els que Maakhir pretén la jurisdicció.
L'estat fou creat pel clan dhulbahante, del grup harti de la confederació darod. Els dhulbahante van donar un tebi suport a la formació de Somalilàndia el 1991, però el 1998, quan es va formar Puntland, es van decantar cap als majeerteen i el 1999 part dels territoris dhulbahante van passar a Puntland i altres el 2003-2004. Les lluites de Puntland i Somalilàndia per la regió, de la que es disputen els recursos naturals (sobre tot el possible petroli) ha fet perdre als dos estats el suport entre el caps del clan, que finalment han optat per l'autogovern.
La declaració es va produir l'1 de maig del 2008 i encara que fins ara no té gaire incidència sobre el terreny, el poder tradicional del sultà dhulbahante podria consolidar-lo més endavant.